# Blockout
Blockout – komputerowa gra logiczna wydana w 1989 przez California Dreams. Twórcą gry są Aleksander Ustaszewski i Mirosław Zabłocki.
Lucjan Daniel Wencel, założyciel California Dreams i PZ Karen, próbował bezskutecznie odkupić od Aleksieja Pażytnowa licencję na Tetrisa. Pracownicy warszawskiego PZ Karen często grali w tę grę, a po wielu próbach zatrzymania tego procederu przez pracodawcę, napisali własną jej wersję, którą zainteresował się Wencel i pozwolił oficjalnie na kontynuowanie nad nią prac.

## Opis
Gra jest rozszerzeniem koncepcji gry Tetris. Spadające do studni klocki zostały w niej przeniesione w trzeci wymiar. Gracz obserwuje akcję z góry, może obracać klocki według wszystkich trzech osi i przesuwać w czterech kierunkach.
Celem gry jest zapełnienie poziomu co powoduje jego opróżnienie i przemieszczenie klocków znajdujących się powyżej o poziom w dół. W wyniku słabej gry i blokowania się dostępu do brakujących pól, studnia zapełnia się co prowadzi do przeniesienia gry na wyższe kondygnacje, gdzie czas na umiejscowienie klocka jest znacznie krótszy. Przepełnienie studni powoduje zakończenie gry. Efekt trójwymiarowości osiągnięto przez szybkie rysowanie odcinków na podstawie danych umieszczonych w tablicach.

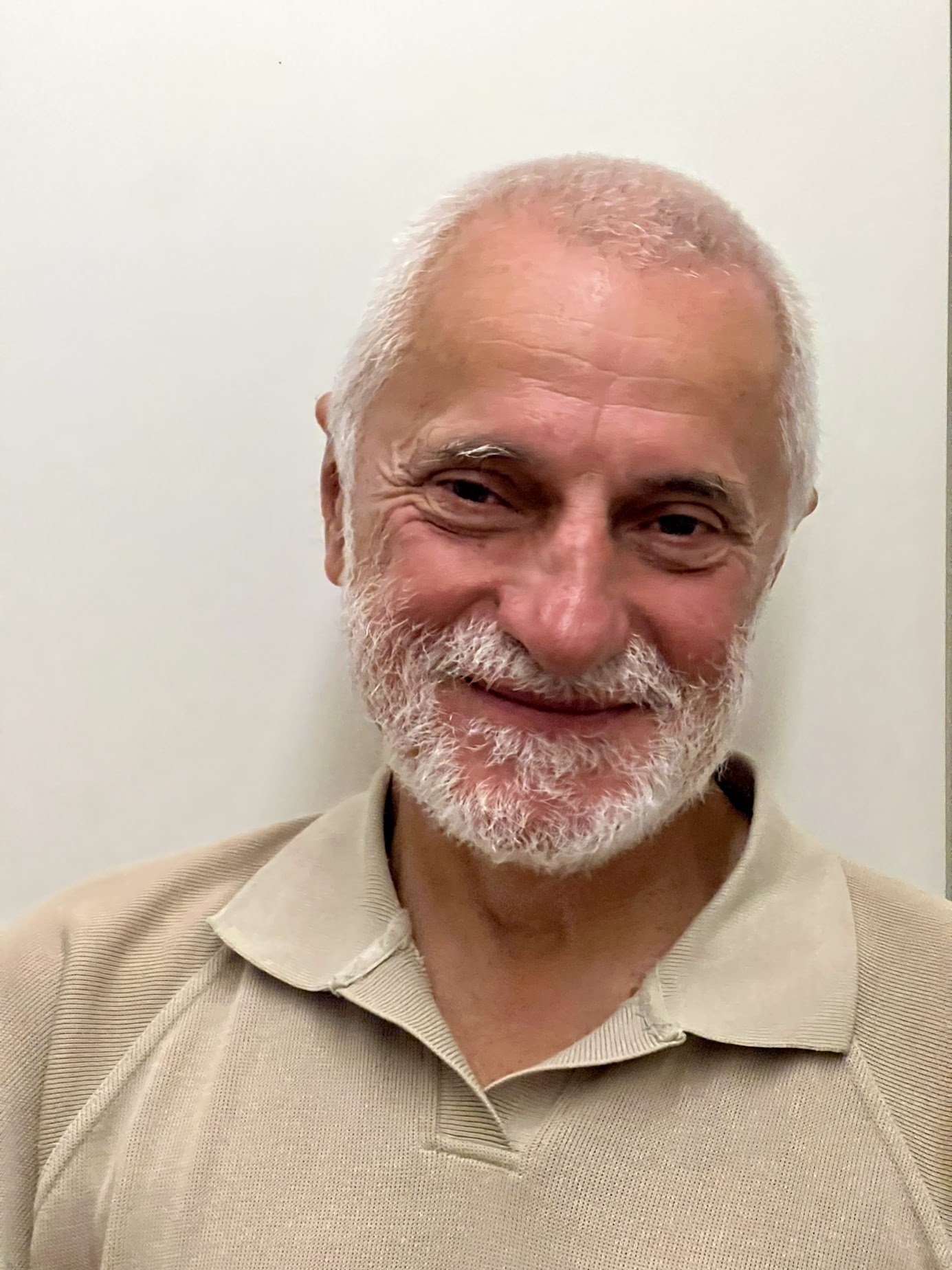
Mirosław Zabłocki - programista i współautor gry Blockout (zdjęcie z 2023)

Lucjan Daniel Wencel, założyciel California Dreams, stworzył przy okazji Blockout nowy system ewaluacji gier – zaprosił do przetestowania tytułu grupę dzieci. Skomplikowana jak na owe czasy rozgrywka nie przypadła im do gustu w krótkim czasie, więc Wencel na podstawie przedwczesnej opinii zamówił produkcję niewielkiej liczby kopii i wprowadził jedynie szczątkowe zabezpieczenie antypirackie. Gra zebrała jednak świetne recenzje na targach Cebit i łamach The New York Times. Z uwagi na decyzję Wencla o niskiej ilości kopii, trudno było ją legalnie kupić, więc sytuację wykorzystali piraci, łamiąc słabe zabezpieczenie i dystrybuując grę nielegalnie.